# Euphorbia angustata
Euphorbia angustata là một loài thực vật có hoa trong họ Đại kích. Loài này được (Rochel) Simonk. mô tả khoa học đầu tiên năm 1882.